# Phelsuma guimbeaui
Phelsuma guimbeaui este o specie de șopârle din genul Phelsuma, familia Gekkonidae, descrisă de Mertens 1963. Conform Catalogue of Life specia Phelsuma guimbeaui nu are subspecii cunoscute.